# Коргузинское сельское поселение
Коргузинское се́льское поселе́ние — муниципальное образование в Верхнеуслонском районе Татарстана Российской Федерации.
Административный центр — село Коргуза.

## История
Статус и границы сельского поселения установлены Законом Республики Татарстан от 31 января 2005 года № 19-ЗРТ «Об установлении границ территорий и статусе муниципального образования "Верхнеуслонский муниципальный район" и муниципальных образований в его составе».

## Население
| 2010 | 2011 | 2012 | 2013 | 2014 | 2015 | 2016 |
| ---- | ---- | ---- | ---- | ---- | ---- | ---- |
| 668  | ↘667 | ↘650 | ↘638 | ↘634 | ↘607 | ↘589 |
| 2017 | 2018 |      |      |      |      |      |
| ↘584 | ↘574 |      |      |      |      |      |

## Состав сельского поселения
| № | Населённый пункт | Тип населённого пункта       | Население |
| - | ---------------- | ---------------------------- | --------- |
| 1 | Егидерево        | деревня                      |           |
| 2 | Коргуза          | село, административный центр |           |
| 3 | Патрикеево       | деревня                      |           |